# Arthur Rinderknech
Arthur Rinderknech (Gassin, 23 luglio 1995) è un tennista francese.
Ha vinto nel singolare 6 tornei su 8 finali disputate nel circuito Challenger. Nei tornei del Grande Slam ha come migliori risultati un terzo turno nel singolare agli US Open 2023 e un quarto di finale nel doppio agli Australian Open sempre nello stesso anno. 
Il suo migliore piazzamento in classifica è nel singolare alla posizione n°. 42 raggiunta il 31 ottobre 2022, e alla posizione n°.124 raggiunta l'8 novembre 2021 nel doppio.

## Biografia
È cugino di un altro tennista, Valentin Vacherot, che pur essendo francese ha scelto di giocare per il principato di Monaco.
Dopo l'esperienza al college, durante la quale si è laureato in economia, è passato al professionismo nel 2018.

## Carriera

### Gli inizi
Avvia la carriera tennistica giocando in un torneo ITF in Francia (perso contro Guez) a fine gennaio 2013. A settembre vince il suo primo incontro in un ITF F5 in Marocco contro Kraimi per 6–1, 6–1. Raggiunge la sua prima finale ITF in Belgio a Binche contro il tennista locale Desein.
A marzo del 2018, diventato professionista, gioca il suo primo torneo Challenger a Irving, giungendo fino ai sedicesimi disputati contro Chrysochos. Vince anche il suo primo torneo ITF a Meknes in Marocco contro Ouahab  per 4–6, 7–5, 6–3, seguito a breve da un altro sempre su terra rossa a Novi Sad contro Kirkin. Debutta pure nel circuito ATP, giocando le qualificazioni del torneo di Metz contro il connazionale Barrere.

### 2020: due titoli Challenger, best ranking
Nel 2020 ha vinto il Challenger di Rennes, battendo in finale James Ward. Successivamente ha raggiunto due finali consecutive a Drummondville e a Calgary, entrambe contro Maxime Cressy, perdendo la prima e vincendo la seconda. Grazie a questi risultati il 2 marzo raggiunge il suo best ranking, al numero 160. A maggio partecipa per la prima volta al Grand Slam casalingo, l'Open di Francia, perdendo al primo turno da Bedene in quattro set.

### 2021: terzo titolo Challenger, prima vittoria Slam, impegno in Coppa Davis
Nel gennaio 2021 conquista l'Istanbul Challenger, terzo titolo in carriera in questa categoria, battendo il connazionale Bonzi. Eliminato nelle qualificazioni degli Australian Open, partecipa per la prima volta al main- draw di un torneo ATP a Marsiglia dove, (battendo Kukuškin al primo turno); in semifinale cede in tre set a Ugo Humbert.
In seguito accede al tabellone principale da qualificato sia a Belgrado che a Lione dove batte al secondo turno Sinner prima di cedere ai quarti a Norrie in tre set. Dopo l'eliminazione al primo turno al Roland Garros per mano di Čilič, si qualifica all'ATP 500 di Halle dove batte al primo turno Hanfmann perdendo poi da Basilašvili.
Anche a Wimbledon disputa gli incontri di qualificazione tramite i quali raggiunge per la prima volta il tabellone principale, sfidando il tedesco Otte in uno dei match più lunghi del primo turno: viene sconfitto in cinque set dopo quasi quattro ore di gioco con il punteggio di 6–4, 3–6, 2–6, 7–6(5), 12(2)–13. A luglio raggiunge i quarti sia a Bastad, che a Gstaad e, in seguito, a Kitzbühel dove disputa anche la semifinale contro Ruud, futuro vincitore del torneo, perdendo in due set.
Agli US Open conquista la prima vittoria in uno Slam contro Kecmanović dopo un match di cinque set e quattro ore e venti minuti di durata.
A novembre debutta nella squadra francese di Davis nelle finali di Madrid cedendo in due set a Cameron Norrie in singolare e vincendo, in coppia con Mahut, la sfida di doppio contro Salisbury e Skupski.

### 2022: prima finale ATP e Top 50
Selezionato per rappresentare la Francia nell'ATP Cup, batte all'esordio Duckworth ma viene sconfitto nei match successivi da Sinner e Safiullin. La settimana successiva conquista la sua prima finale ATP ad Adelaide dove elimina McDonald, Kwon, Khachanov e Moutet prima di arrendersi a Thanasi Kokkinakis al termine di un combattuto match. Grazie a questo risultato entra per la prima volta nei primi cinquanta del ranking ATP. Agli Australian Open per la seconda volta consecutiva supera un turno in un torneo Slam sconfiggendo Popyrin, ma è costretto al ritiro prima del match con Evans a causa di un infortunio al polso.
Torna in campo a Doha dove si spinge fino alla semifinale grazie anche alla vittoria sul n°.12 del mondo e numero uno del torneo Shapovalov nei quarti; viene eliminato poi in due set da Basilašvili.
Dopo l'eliminazione al debutto nel 500 di Dubai, torna ad indossare la maglia della Francia nelle qualificazioni di Davis contribuendo alla vittoria sull'Ecuador con il punto conquistato contro Emilio Gomez. 
Nei tornei successivi supera il primo turno soltanto a Miami, sconfiggendo Đere prima di essere eliminato dal n°.10 del mondo Hurkacz; anche a Parigi viene battuto al debutto da Bublik. Dopo la vittoria nel Challenger di Poznań, quarto titolo di categoria in carriera, gioca una breve stagione sull'erba che si limita ai tornei di Stoccarda (secondo turno) e Wimbledon, dove per il terzo anno consecutivo viene subito eliminato, perdendo al quinto set il match contro Shapovalov. 
Sul veloce americano raggiunge la finale al Challenger di Vancouver, perdendo contro il connazionale Lestienne, vince poi il match d'esordio agli US Open contro Quentin Halys prima di incontrare il n°.1 del mondo Medvedev da cui viene sconfitto in tre set. Migliori i risultati nell'ultimo tratto di stagione durante il quale raggiunge i quarti a Metz, Tel Aviv e, partendo dalle qualificazioni, all'ATP 500 di Basilea, nonché la semifinale a Gijon, dove batte il n°. 15 del mondo Carreño Busta nei quarti di finale. Chiude la stagione con il best ranking alla posizione 42 della classifica ATP.

### 2023: terzo turno agli US Open
Viene selezionato nella squadra francese sia di United Cup, durante la quale ottiene una vittoria contro Francisco Cerúndolo e una sconfitta contro Borna Ćorić, stesso risultato anche in coppa Davis dove viene schierato in doppio. Tra le due competizioni di squadra partecipa agli Australian Open uscendo al primo turno in singolare, ma raggiungendo i quarti in doppio insieme a Bonzi. Ad eccezione del torneo di Montpellier, dove supera al primo turno Nardi prima di essere sconfitto di nuovo da Ćorić, a livello ATP non ottiene altre vittorie fino agli Internazionali d'Italia dove batte al primo turno di nuovo un italiano, Cobolli, ma viene poi eliminato dal n°.4 del mondo Ruud con un netto 6–4, 6–0. Si ferma al secondo turno anche nei seguenti tornei su terra battuta, Lione e gli Open di Francia dove vince comunque il primo match in carriera contro il connazionale Gasquet. Per il primo quarto di finale stagionale bisogna attendere l'erba di Maiorca dove, ripescato come lucky loser, batte Ramos Viñolas e Lestienne prima di arrendersi al futuro vincitore del torneo Eubanks. In estate conquista il quinto trofeo Challenger in carriera a Zurigo, si spinge fino ai quarti a Kitzbuhel, dove viene battuto da Thiem e raggiunge per la prima volta il terzo turno in uno Slam a New York grazie alla vittoria in tre set su Schwartzman e al ritiro per infortunio di Berrettini nel secondo turno; gioca i sedicesimi contro il n°.8 del mondo Rublev a cui cede al quarto set dopo aver vinto il primo parziale. Gli unici altri match vinti in un tabellone principale del circuito maggiore nell'ultimo tratto di stagione sono quelli contro Tu e Giron a Chengdu, dove nel terzo quarto di finale stagionale viene battuto da Musetti con un doppio 6–3. Chiude l'anno poco sopra la centesima posizione del ranking.

### 2024: un titolo Challenger in singolare e uno in doppio
Dopo l'eliminazione al primo turno degli Australian Open e il titolo di doppio vinto nel Challenger di Quimper insieme a Guinard, raggiunge i quarti di finale all'ATP di Marsiglia e viene battuto da Dimitrov in due set. A Lille vince il sesto torneo Challenger in carriera battendo di nuovo in finale De Loore, già sconfitto in occasione dell'ultimo titolo di categoria vinto l'anno precedente. Segue una serie di mancate qualificazioni (Rotterdam, Miami, Monte Carlo) ed eliminazioni ai primi turni (Marrakech, Madrid, Roma) fino all'ATP di Lione, dove batte Evans e Tiafoe ed è costretto al ritiro prima di disputare il match dei quarti di finale contro Darderi. Al Roland Garros raggiunge per il secondo anno consecutivo il secondo turno battendo la wild card Adam Walton, ed è di nuovo costretto al ritiro nel quarto set del match contro Etcheverry: in vantaggio di due set, sferra un calcio ad un cartellone pubblicitario dopo aver perso il terzo, infortunandosi al piede. A Wimbledon esce dopo aver sconfitto Nishikori in cinque combattuti set.
All'Atlanta Open perde la semifinale contro Nishioka, mentre a Washington sfrutta il bye e il ritiro di Shang e viene eliminato da Rublev. Nel Masters canadese perde contro il top-10 Hurkacz al terzo turno, dopo aver superato le qualificazioni. A Winston-Salem cede al terzo turno contro Goffin. Gioca due incontri che si decidono al quinto set agli 'US Open, vince il primo contro Eubanks e perde quello contro Rublev. Nel finale di stagione entra come lucky loser al torneo di Pechino e perde contro Bautista Agut al primo turno. A Shanghai batte il rientrante Opelka ed esce di scena per mano di Tabilo. Vince due match al Masters di Parigi e perde contro Dimitrov al tie-break del terzo set. Conclude l'annata al 59° posto della classifica.

### 2025
Eliminato al turno di esordio nei tornei australiani, vince il primo incontro stagionale a Montpellier contro Mayot prima di cedere a Basilashvili. Ottiene una sola vittoria nei sei tornei successivi sul cemento. Avvia la stagione sul rosso non qualificandosi per il tabellone principale di Monte-Carlo. Sconfitto al primo turno come lucky loser a Barcelona da Djere, a Madrid vince contro Safiullin e al secondo turno cede a Ruud. Non supera il secondo turno negli altri tornei su terra battuta, mentre all'Open di Francia esce al primo turno contro il futuro finalista Sinner. Sull'erba del Queen's elimina al turno di esordio il nº 10 ATP Shelton, primo top 10 sconfitto in carriera; dopo la vittoria su Opelka viene eliminato nei quarti dal vincitore del torneo Alcaraz. Al primo turno di Wimbledon sconfigge a sorpresa il nº 3 del mondo Alexander Zverev.

## Caratteristiche tecniche e stile di gioco
Rinderknech basa il suo gioco su servizio e dritto e si trova a suo agio sulle superfici rapide. È destrorso e gioca il rovescio a due mani.

## Statistiche

### Singolare

#### Finali perse (1)
| Legenda              |
| Grande Slam (0)      |
| ATP Finals (0)       |
| ATP Masters 1000 (0) |
| ATP Tour 500 (0)     |
| ATP Tour 250 (1)     |

| N. | Data            | Torneo                           | Superficie | Avversario in finale | Punteggio           |
| 1. | 15 gennaio 2022 | Adelaide International, Adelaide | Cemento    | Thanasi Kokkinakis   | 7–6(6), 6(5)–7, 3–6 |

### Doppio

#### Finali perse (1)
| Legenda              |
| Grande Slam (0)      |
| ATP Finals (0)       |
| ATP Masters 1000 (0) |
| ATP Tour 500 (0)     |
| ATP Tour 250 (1)     |

| N. | Data              | Torneo             | Superficie  | Compagno | Avversari in finale          | Punteggio |
| 1. | 26 settembre 2021 | Moselle Open, Metz | Cemento (i) | Hugo Nys | Hubert Hurkacz Jan Zieliński | 5–7, 3–6  |

### Tornei minori

#### Vittorie (11)
| Legenda tornei minori |
| Challenger (6)        |
| ITF (5)               |

| N. | Data            | Torneo                          | Superficie  | Avversario in finale       | Punteggio           |
| 1. | 26 gennaio 2020 | Open de Rennes, Rennes          | Cemento (i) | James Ward                 | 7–5, 6–4            |
| 2. | 1 marzo 2020    | Calgary Challenger, Calgary     | Cemento (i) | Maxime Cressy              | 3–6, 7–6(5), 6–4    |
| 3. | 24 gennaio 2021 | Istanbul Challenger, Istanbul   | Cemento (i) | Benjamin Bonzi             | 4–6, 7–6(1), 7–6(3) |
| 4. | 5 giugno 2022   | Poznań Open, Poznań             | Terra rossa | Marcelo Tomás Barrios Vera | 6–3, 7–6(2)         |
| 5. | 30 luglio 2023  | Zug Open, Zugo                  | Terra rossa | Joris De Loore             | 3–6, 6–3, 6–4       |
| 6. | 3 marzo 2024    | Play In Challenger Lille, Lille | Cemento (i) | Joris De Loore             | 6–4, 3–6, 7–6(8)    |

#### Finali perse (7)
| Legenda tornei minori |
| Challenger (2)        |
| ITF (5)               |

| N. | Data             | Torneo                                     | Superficie  | Avversario in finale | Punteggio        |
| 1. | 23 febbraio 2020 | Challenger de Drummondville, Drummondville | Cemento (i) | Maxime Cressy        | 7–6(4), 4–6, 4–6 |
| 2. | 21 agosto 2022   | Vancouver Open, Vancouver                  | Cemento     | Constant Lestienne   | 0–6, 6–4, 3–6    |

## Risultati in progressione
| Sigla | Risultato               |
| ----- | ----------------------- |
| V     | Vincitore               |
| F     | Finalista               |
| SF    | Semifinalista           |
| O     | Oro olimpico            |
| A     | Argento olimpico        |
| SF    | Bronzo olimpico         |
| QF    | Quarti di Finale        |
| 4T    | Quarto turno            |
| 3T    | Terzo turno             |
| 2T    | Secondo turno           |
| 1T    | Primo turno             |
| RR    | Round Robin             |
| LQ    | Turno di qualificazione |
| A     | Assente                 |
| ND    | Non disputato           |

| Legenda superfici    |
| -------------------- |
| Cemento              |
| Terra battuta        |
| Erba                 |
| Superficie variabile |

### Singolare
| Torneo             | 2018 | 2019 | 2020 | 2021 | 2022 | 2023 | 2024 | V–S  |
| Tornei Grande Slam |      |      |      |      |      |      |      |      |
| Australian Open    | A    | A    | A    | Q3   | 2T   | 1T   | 1T   | 1–3  |
| Roland Garros      | A    | A    | 1T   | 1T   | 1T   | 2T   | 2T   | 2–5  |
| Wimbledon          | A    | A    | ND   | 1T   | 1T   | 1T   | 2T   | 1–3  |
| US Open            | A    | A    | A    | 2T   | 2T   | 3T   |      | 4–3  |
| Vittorie–Sconfitte | 0–0  | 0–0  | 0–1  | 1–3  | 2–4  | 3–4  | 2–2  | 8–14 |

### Doppio
| Torneo             | 2018 | 2019 | 2020 | 2021 | 2022 | 2023 | 2024 | V–S  |
| Tornei Grande Slam |      |      |      |      |      |      |      |      |
| Australian Open    | A    | A    | A    | A    | A    | QF   | A    | 3–1  |
| Roland Garros      | 1T   | 1T   | 2T   | A    | 2T   | 1T   | A    | 2–5  |
| Wimbledon          | A    | A    | ND   | A    | 1T   | 1T   |      | 0–2  |
| US Open            | A    | A    | A    | 2T   | 1T   | 2T   |      | 2–3  |
| Vittorie–Sconfitte | 0–1  | 0–1  | 1–1  | 1–1  | 1–3  | 4–4  | 0–0  | 7–11 |

## Vittorie contro giocatori top 10
| Stagione | 2025 | Totale |
| -------- | ---- | ------ |
| Vittorie | 2    | 2      |

| #    | Giocatore        | Rank | Torneo                             | Superficie | Turno | Punteggio                        |
| ---- | ---------------- | ---- | ---------------------------------- | ---------- | ----- | -------------------------------- |
| 2025 |                  |      |                                    |            |       |                                  |
| 1.   | Ben Shelton      | 10   | Queen's Club Championships, Londra | Erba       | 1T    | 7–6(5), 7–6(4)                   |
| 2.   | Alexander Zverev | 3    | Wimbledon, Londra                  | Erba       | 1T    | 7–6(3), 6(8)-7, 6–3, 6(5)-7, 6–4 |